# Sascha Reinelt
Pour les articles homonymes, voir Reinelt.
Sascha Reinelt, né le 3 avril 1973 à Sindelfingen, est un joueur allemand de hockey sur gazon.
Il fait partie de l'équipe d'Allemagne de hockey sur gazon médaillée de bronze aux Jeux olympiques d'été de 2004.

## Palmarès

### Jeux olympiques
- Jeux olympiques d'été de 2004 à Athènes,  Grèce
  -  Médaille de bronze